# 16 يونيو
- السبت
- الأحد
- الاثنين
- الثلاثاء
- الأربعاء
- الخميس
- الجمعة

- 314 ذو الحجة 1446  هـ
- 15 ذو الحجة 1446  هـ
- 26 ذو الحجة 1446  هـ
- 37 ذو الحجة 1446  هـ
- 48 ذو الحجة 1446  هـ
- 59 ذو الحجة 1446  هـ
- 610 ذو الحجة 1446  هـ
- 711 ذو الحجة 1446  هـ
- 812 ذو الحجة 1446  هـ
- 913 ذو الحجة 1446  هـ
- 1014 ذو الحجة 1446  هـ
- 1115 ذو الحجة 1446  هـ
- 1216 ذو الحجة 1446  هـ
- 1317 ذو الحجة 1446  هـ
- 1418 ذو الحجة 1446  هـ
- 1519 ذو الحجة 1446  هـ
- 1620 ذو الحجة 1446  هـ
- 1721 ذو الحجة 1446  هـ
- 1822 ذو الحجة 1446  هـ
- 1923 ذو الحجة 1446  هـ
- 2024 ذو الحجة 1446  هـ
- 2125 ذو الحجة 1446  هـ
- 2226 ذو الحجة 1446  هـ
- 2327 ذو الحجة 1446  هـ
- 2428 ذو الحجة 1446  هـ
- 2529 ذو الحجة 1446  هـ
- 261 محرم 1447  هـ
- 272 محرم 1447  هـ
- 283 محرم 1447  هـ
- 294 محرم 1447  هـ
- 305 محرم 1447  هـ
- 16 محرم 1447  هـ
- 27 محرم 1447  هـ
- 38 محرم 1447  هـ
- 49 محرم 1447  هـ

16 يونيو أو 16 حُزيران أو 16 يونيه أو يوم 16 \ 6 (اليوم السادس عشر من الشهر السادس) هو اليوم السابع والستون بعد المئة (167) من السنوات البسيطة، أو اليوم الثامن والستون بعد المئة (168) من السنوات الكبيسة وفقًا للتقويم الميلادي الغربي (الغريغوري). يبقى بعده 198 يوما لانتهاء السنة.

## أحداث
- 1830 - بدء الاحتلال الفرنسي للجزائر.
- 1888 - توماس إديسون يخترع أول جهاز لتسجيل الصوت / فونوغراف.
- 1904 - اغتيال حاكم فنلندا العام نيكولاي بوبريكوف على يد مساعد أمين الصندوق أويغن شاومان.
- 1918 - الكونغرس الأمريكي يعتمد قانون جديد ينص على سجن من ينتقد الحكومة الأمريكية.
- 1926 - هجوم للقوات الفرنسية على قرية رنكوس قرب دمشق يؤدي إلى مقتل أكثر من 100 من الثوار والمدنيين.
- 1933 - عقد أول مؤتمر دوري لجماعة الإخوان المسلمون التي أسسها حسن البنا في مارس 1928.
- 1940 - الجنرال فيليب بيتان يتولى رئاسة وزراء الدولة الفرنسية الموالية للاحتلال النازي، وقد واجهه الجنرال شارل ديغول بإنشاء حكومة فرنسا الحرة في الخارج بمساندة الحلفاء.
- 1949 - الخطوط الجوية الفرنسية تعلن عن إطلاق رحلات كل ساعة بين باريس ولندن.
- 1949 - سلطة الاحتلال «الإسرائيلية» تطرد المواطنين الفلسطينيين من قرى حسام وقطية والجاعونة الواقعة قرب مدينة صفد في الجليل، وتسعى لتوطين مستجلبين يهود مكانهم.
- 1952 - طائرة القوات الجوية السوفيتية «ميج 15» تسقط طائرة «سي-47 داكوتا» تابعة لسلاح الجو الملكي السويدي خلال مهمة جمع معلومات استخباراتية فوق بحر البلطيق.
- 1959 - مقاتلة «ميكويان جيروفيتش ميج-17» تابعة لكوريا الشمالية تهاجم طائرة البحرية الأمريكية «بيه4 إم ميركاتور» فوق سواحل كوريا، إلا أن الطائرة عادت سالمة لليابان
- 1963 - رائدة الفضاء السوفيتية فالنتينا فلا ديميروفنا تريشكوفا، تطير إلى الفضاء الخارجي على متن (فوستك 6)، وكانت بذلك أول امرأة في التاريخ تطير إلى الفضاء والمرأة الوحيدة التي أجرت طيرانا فضائياً منفرداً دون طاقم.
- 1974 - ريتشارد نيكسون يصل إلى دمشق في أول زيارة لرئيس أميركي إلى سوريا، واستئناف العلاقات الدبلوماسية بين سوريا والولايات المتحدة.
- 1976 - شرطة جنوب أفريقيا تطلق النار على مسيرة سلمية نظمها الطلبة السود لمناهضة سياسة التمييز العنصري وقتلو خلالها 566 طفلًا، وهو ما عرف باسم اضطرابات سويتو.
- 1977 - ليونيد بريجنيف يتولى رئاسة الاتحاد السوفيتي.
- 1979 - النقيب في الجيش السوري إبراهيم اليوسف وأعضاء في تنظيم الطليعة المقاتلة يرتكبون مجزرة مدرسة المدفعية في حلب، حيث قام اليوسف بجمع الطلاب وفرزهم طائفياً ثم أدخل عليهم مسلحين من خارج المدرسة فتحوا عليهم النار، مما أدى إلى مقتل 32 طالباً وجرح 54 آخرين.
- 1984 - الطيار «إيملي وارنر» ومساعدتها الطيار «باربرا كوك» تصبحان أول طاقم طائرة تجارية نسائي في العالم وذلك عند تحليقهما من دنفر إلى ليكسينغتون على متن «خطوط فرونتير الجوية».
- 1993 - البرلمان (الكنيست) «الإسرائيلي» يقرّ قانوناً يحظر على النواب العرب الاطلاع على التقارير الأمنية والعسكرية، ويعتبر أول إجراء عنصري يتخذه برلمان في العالم يفرق بين حقوق أعضائه.
- 2012 - بدء عملية التصويت في الجولة الثانية من انتخابات الرئاسة المصرية والتي تنافس فيها مرشح حزب الحرية والعدالة محمد مرسي والفريق أحمد شفيق.
- 2014 - سائق فورمولا 1 مايكل شوماخر يستيقظ من غيبوبته بعد حوالي أربعة أشهرٍ من إصابةٍ بالرأس خلال مُمارسته لرياضة التزلج.
- 2015 - تنظيم القاعدة في جزيرة العرب يعين قاسم الريمي خلفاً لناصر الوحيشي الذي قتل بغارة لطائرة بدون طيار في مدينة المكلا شرق اليمن.
- 2016 - مقتل النائبة في البرلمان البريطاني وعضوة حزب العُمَّال هلن جوان كوكس على يد يميني مُتطرَّف في قرية بريستال.
- 2018 - مقتل 17 شخصًا نتيجة تدافعٍ في نادٍ ليليٍ في مدينة كاراكاس العاصمة الفنزويلية.
- 2019 - قصف بصواريخ غراد من قبل هيئة تحرير الشام (جبهة النصرة سابقاً) على قرية الوضيحي في ريف حلب الجنوبي يؤدي إلى مقتل 13 مدنياً.
- 2020 -
  - عدد الإصابات المؤكدة بجائحة فيروس كورونا يتخطّى حاجز الثمانية ملايين شخص حول العالم، من بينهم أكثر من 438 ألف حالة وفاة وحوالي ثلاثة ملايين و 910 آلاف حالة تماثلت للشفاء.
  - مقتل ما لا يقل عن عشرين جنديًّا هنديًّا خلال مناوشاتٍ على طول خط السيطرة الفعلية بين الهند والصين.

## مواليد
- 1865 - كارلوس أمفينو، عالم أرجنتيني.
- 1877 - كاريل أبسولون، عالم تشيكي.
- 1888 - ألكسندر فريدمان، عالم فيزياء روسي.
- 1890 - ستان لوريل، ممثل إنجليزي.
- 1897 - جورج فيتيغ، عالم كيمياء ألماني حاصل على جائزة نوبل في الكيمياء عام 1979.
- 1902 - باربرا مكلنتوك، عالمة أمريكية في علم الوراثة الخلوية حاصلة على جائزة نوبل في الطب عام 1983.
- 1926 - فتحية شاهين، ممثلة مصرية.
- 1929 -
  - الشيخ صباح الأحمد الجابر الصباح، أمير دولة الكويت.
  - سعد عبد الوهاب، مغني مصري.
- 1934 -
  - ويليام شارب، اقتصادي أمريكي حاصل على جائزة نوبل في العلوم الاقتصادية عام 1990.
  - سمير الشعار، مهندس طب حيوي لبناني.
- 1937 - الملك سيميون الثاني، ملك بلغاريا ورئيس وزرائها.
- 1938 - جويس كارول أوتس، كاتبة أمريكية.
- 1944 - أحمد يحيى، مخرج مصري.
- 1946 - جودي ريل، سياسية أمريكية.
- 1951 - دان سوليفان، سياسي أمريكي.
- 1952 - جورج باباندريو، رئيس وزراء اليونان.
- 1957 - عبد الإله عاجل، ممثل مغربي.
- 1965 - بيومي فؤاد، ممثل مصري.
- 1967 - أسامة النجار، سياسي فلسطيني.
- 1969 - نعيم سادافي، لاعب كرة قدم إيراني.
- 1970 - كوبي جونز، لاعب كرة قدم أمريكي.
- 1971 - توباك شاكور، فنان هيب هوب أمريكي.
- 1972 - جون شو، ممثل أمريكي.
- 1973 - نيكوس ماتشلاس، لاعب كرة قدم يوناني.
- 1980 - مارتن سترينزل، لاعب كرة قدم نمساوي.
- 1981 - بنيامين بيكر، لاعب كرة مضرب ألماني.
- 1986 -
  - فيرناندو موسليرا، حارس مرمى كرة قدم أوروغواياني.
  - فاطمة اختصاري، شاعرة إيرانية.

## وفيات
- 1778 - كونراد إيكهوف، ممثل ألماني.
- 1869 - تشارلز ستورت، مستكشف إنجليزي.
- 1878 ـ كروفورد لونغ، جراح أمريكي، هو أول من استخدم الإيثر في التخدير.
- 1958 - إيمري ناج، سياسي هنغاري.
- 1959 - الشيخ فهد السالم الصباح، رئيس دائرة البريد والبرق والهاتف في الكويت.
- 1969 - هارولد ألكسندر، قائد عسكري بريطاني.
- 1977 - فيرنر فون براون، فيزيائي صواريخ ومهندس طيران فضاء ألماني.
- 1979 - محمد صادق بحر العلوم، فقيه شيعي وشاعر عراقي.
- 1993 - مديحة وجدي، ممثلة عراقية.
- 2003 - يوري هنريك فون فريكت، فيلسوف فنلندي.
- 2005 - سالم حنا خميس، عالم رياضيات فلسطيني.
- 2012 -
  - الأمير نايف بن عبد العزيز آل سعود، ولي العهد نائب رئيس مجلس الوزراء ووزير الداخلية في المملكة العربية السعودية.
  - تيري رولان، معلق رياضي فرنسي.
- 2013 - أكرم الوتري، دبلوماسي وقانوني وشاعر عراقي.
- 2014 - سعد الدين خرما، مهندس كهربائي وسياسي فلسطيني ووزير سابق.
- 2016 - هلن جوان كوكس، نائب في البرلمان البريطاني وعضو حزب العمال.
- 2017 - هلموت كول، مستشار ألماني سابق.

## أعياد ومناسبات
- يوم الشباب في جنوب أفريقيا.

## وصلات خارجية
- وكالة الأنباء القطريَّة: حدث في مثل هذا اليوم.
- النيويورك تايمز: حدث في مثل هذا اليوم.
- BBC: حدث في مثل هذا اليوم.